# Sceaux-sur-Huisne

Sceaux-sur-Huisne este o comună în departamentul Sarthe, Franța. În 2009 avea o populație de 587 de locuitori.